# Хадаевы
Хада́евы (осет. Хадатæ) — дигорская фамилия.

## Антропонимика
Хадатæ — из дигорского [хада] — бродяга; из персидского [хад] — коршун.

## Происхождение
По преданию, родоначальником фамилии считается Баслук, живший в сел. Вакац Дигорского ущелья. Баслук и Дигор относятся к первым жителям с. Вакац.
У Баслука родилось 4 сына: Тула, Хамаза, Хада и Цок. У них в свою очередь родились дети: у Тула — Тако и Цалла; У Хамаза — Хада и Гало; у Хада — Тото и Мако; у Цока — Аба, Бай и Байкул. Мужчины дали начало новым фамилиям от своих имен.
Хадаевы и Галоевы остались жить в селении Вакац, а остальные фамилии расселились по другим селам Дигорского ущелья. Впоследствии часть Галоевых перебралась в Моздокский район, и только Хадаевы остались в родном селе.

## Генеалогия
Арвадалта
Баевы, Байкуловы, Галаевы, Такоевы, Цаллаевы , Макоевы
Генетическая генеалогия
280184 — Khadaev — G2a1a1a2 (DYS505=9, DYS511=9)
| 389I | 389II | 390 | 456 | 19 | 385 | 385-2 | 458 | 437 | 438 | 448 | Y_GATA_H4 | 391 | 392 | 393 | 439 | 635 | 388 | 426 |
| ---- | ----- | --- | --- | -- | --- | ----- | --- | --- | --- | --- | --------- | --- | --- | --- | --- | --- | --- | --- |
| 12   | 29    | 22  | 14  | 15 | 15  | 16    | 17  | 16  | 10  | 21  | 11        | 10  | 10  | 14  | 12  | 21  | 12  | 11  |

## Известные представители
- Альберт Викторович Хадаев (1977) — актёр и режиссёр, народный артист РСО-А.
- Ахурбек Хасанович Хадаев (1931) — механизатор колхоза имени Калинина, герой Соцтруда.
- Чермен Борисович Хадаев (1986) ― чемпион Европы и России по армспорту (2006).